# Oddział Galima Gufranowa-Chasanowa
Oddział Galima G. Gufranowa-Chasanowa (ros. Oтряд Галима Г. Гуфранова-Хасанова) – antysowiecki oddział partyzancki na Białorusi w II połowie 1944 roku.
Pod koniec czerwca 1944 roku w rejonie Nawli w obwodzie briańskim została przez Niemców zrzucona na spadochronach grupa Rosjan pod dowództwem Galima G. Gufranowa-Chasanowa. Liczyła 36 osób. Wszyscy przeszli przeszkolenie dywersyjne w szkole wywiadowczej Abwehry w Borysowie. Dywersanci byli przebrani w mundury czerwonoarmistów i silnie uzbrojeni w zdobyczną broń sowiecką. Mieli też 2 radiostacje. Galim G. Gufranow-Chasanow występował jako major Armii Czerwonej. Grupa miała utworzyć w kompleksie leśnym bazę dla organizacji szeroko rozwiniętej działalności dywersyjnej na tyłach frontu w celu niszczenia linii komunikacyjnych wojsk sowieckich. Zadaniem grupy miało być też prowadzenie propagandy antysowieckiej i werbunku wśród miejscowej ludności. Po kilku dniach na ślad grupy wpadły jednak oddziały SMIERSZa, okrążając ją. Po strzelaninie 14 dywersantów na czele z dowódcą i radiotelegrafistą zostało schwytanych, 4 zbiegło do lasu, zaś pozostali zginęli. W wyniku przesłuchań Sowieci dowiedzieli się o planowanym zrzucie kolejnych 2 grup dywersyjnych na czele z Czarą Kurbanowem (17 osób) i Władimirem Pawłowem (18 osób). Sowieci rozpoczęli operację wywiadowczą, polegającą na wysyłaniu Niemcom fałszywych depesz radiowych. Dzięki temu na początku września 1944 r. obie grupy zostały całkowicie zniszczone, a w ręce Sowietów dostało się wiele materiałów wojennych. Próbowano również bezskutecznie zestrzelić 4-silnikowy transportowiec niemiecki Junkers Ju 290, który dokonywał zrzutów. Jeszcze jedną grupę dywersyjną Sowieci rozbili w połowie grudnia tego roku. Wtedy zdecydowano się na zakończenie gry wywiadowczej.